# 合唱ブラボー!
『合唱ブラボー！』（がっしょうぶらぼー）は、合唱を題材とした日本の舞台劇作品。若手俳優が出演する舞台。

## 概要
- 2012年4月4日から4月15日まで、「合唱ブラボー！」のタイトルでCBGKシブゲキ!!にて上演。10名の日替わりゲストが登場。全16公演。
- 2013年6月6日から6月16日まで、「合唱ブラボー！ブラボー大作戦」のタイトルでCBGKシブゲキ!!にて上演。全15公演。

## ストーリー
- 初演
  - とある私立男子校を舞台に、歌に自信があるがダサすぎる合唱部の3人組と、歌には拒否反応の人気者が4人（TOP4トップフォー）。決してひとつになれないはずのヤツらが、どういうわけかチームを組んでステージに。熱血青春合唱コメディ。

- ブラボー大作戦
  - 喝采を浴びた文化祭も終わり、もとの日常に戻ったブラボー達。目標を失った彼らは、せっかくもらった部室も追い出されることになってしまった。そんな彼らの前に現れたのは、同学年で社会人の合唱部に所属する有望株と海外コンクール入賞のピアニスト。「目指しましょう、全国！」と意気込む新メンバー。しかし、ブラボー達は高すぎる目標に尻込みし、気持ちは余計バラバラに･･････。

## キャスト
- 私立男子校
  - 合唱部
    - 高橋風太／愛称・ふーちゃん：橋本真一　主演　
    - 飯田橋栄之助／愛称・イーくん：瀬木川哲※HaNa
    - 笹本孝志／愛称・サッシー：辛木田翔※HaNa

  - 本間秀行／愛称・ひでやん：尼丁隆吉
  - TOP4
    - 天野光／愛称・アニー：八羽々雅
    - 美木健一／愛称・ビッキー：矢田悠祐
    - 桜井千晶／愛称・チャイ：戸塚純貴
    - 堂山久道／愛称・ドゥー：花塚廉太郎

  - 理事長／伝説の先輩：内藤大希※一人二役
  - 怪しい男／ヤマザキマモル：小野田龍之介
  - 海外からの財閥の子息／レオナルド・ヤング王子（日替わりゲスト）
    - 上山竜司
    - 白州迅
    - 平田裕一郎
    - 岸祐二
    - 内海大輔
    - 姜暢雄
    - 赤澤燈
    - 廣瀬大介
    - 兼崎健太郎
    - 岡幸二郎

## スタッフ
- 初演(2012年)
  - 脚本： 東野ひろあき
  - 演出： 井関佳子
  - 作曲： 佐藤史朗

- ブラボー大作戦(2013年)
  - 脚本： 徳尾浩司
  - 演出： 井関佳子

## イベント
- 合唱ブラボー！〜夏合宿2012〜　2012年8月21日〜22日　CBGKシブゲキ!!